# Batallón Valparaíso
El Batallón Valparaíso también llamado Batallón de Línea Valparaíso fue una unidad militar de infantería creada sobre la base de la policía municipal de Valparaíso al comienzo de la Guerra del Pacífico. Aunque la policía no pertenecía al Ejército fue junto al Batallón Bulnes que fue creado sobre la base de los guardias de cárceles (gendarmes) y de la policía municipal de Santiago, de los primeros batallones con que se engrosó el ejército expedicionario que se formaba en Antofagasta.

## Formación
Tras la Ocupación de Antofagasta por tropas chilenas en febrero de 1879 y los fallidos intentos de negociar una salida pacífica al conflicto, el 5 de abril Chile declaró la guerra a Perú y Bolivia que estaban secretamente unidos en el Tratado de Alianza Defensiva (Perú-Bolivia) de 1873. Durante la Campaña naval de la Guerra del Pacífico, ambos contendores trasladaron fuerzas terrestres a Tarapacá (Perú) y Antofagasta (ocupado por Chile) en espera de un desenlace favorable de la guerra naval.
El 7 de abril de 1879, dos días después de declarada la guerra, en una reunión urgente del municipio de Valparaíso, este ofreció al gobierno un batallón formado con base en las dos compañías de la guardia municipal, veteranos en disciplina y manejo de armas, así como también sufragar los costos de su mantenimiento. El ofrecimiento fue aceptado por el gobierno el 9 de abril.: 35–36 
Las funciones de policía fueron en parte cubiertas por bomberos armados y en parte por voluntarios italianos del Cerro Barón.: 36, 40 

## Historia
En la Guerra contra la Confederación Perú-Boliviana, la ciudad de Valparaíso había ya enviado un batallón con el mismo nombre y al nuevo se le encomendó la misma bandera que tenía bordadas las palabras "Batallón de Línea Valparaíso" y al otro lado las batallas en que había participado: "Portada de Guías 21 de agosto de 1838", "Batalla de Yungay 20 de enero de 1839", "Puente de Buin 8 de enero de 1839".
El primero de mayo de 1879, el "Valparaíso" junto al "Chacabuco", "Navales" y una compañía del "Zapadores" fueron embarcados en el Rímac que zarpó al día siguiente.: 45 
Su primera acción de guerra fue su desembarco desde el Amazonas en la Caleta Junín, pocos kilómetros al sur del Desembarco y combate de Pisagua. Luego participó en la Batalla de Dolores. Fue asignado a la Primera División bajo el mando de Santiago Amengual y tomo parte en la Campaña de Tacna y Arica (Batalla de Tacna donde sufrió 28 muertos y 74 heridos: 116 )

## Regreso
Tras la Batalla de Tacna, el Valparaíso regreso a su origen el 11 de agosto de 1880 y fue reemplazado por el "Regimiento Valparaíso" que ya se había formado en el puerto.